# Serie A1 2016-2017 (pallacanestro femminile)
La Serie A1 2016-17 fu l'86º campionato italiano di massima divisione di pallacanestro femminile.
Il titolo di campione d'Italia è andato per la prima volta nella storia al Basket Femminile Le Mura Lucca che ha sconfitto nella finale scudetto la Pallacanestro Femminile Schio.

## Regolamento
Secondo le Disposizioni Organizzative Annuali emanate dalla FIP il campionato di Serie A1 è strutturato come segue.
La prima fase, denominata Fase di Qualificazione o Regular Season, è composta da un girone all'italiana di 12 squadre con gare di andata e ritorno; la prima giornata stabilita in calendario viene disputata in una sede unica (presso il PalaTagliate di Lucca) per tutte le squadre, con la partita di ritorno disputata poi sul campo della perdente.
Al termine di questa prima fase, le squadre classificate dal 7º al 10º posto accedono al primo turno dei play-off, mentre le formazioni classificatesi dal 1º al 6º posto accedono direttamente ai quarti di finale ed affrontano le due squadre uscite vincitrici dal primo turno. Le squadre 11ª e 12ª classificate disputano i play-out, la perdente retrocede in Serie A2.

## Squadre partecipanti
Nella stagione precedente sono retrocesse in Serie A2 il CUS Cagliari e il Geas Sesto San Giovanni. Il loro posto è stato preso da Pallacanestro Broni 93 e Cestistica Spezzina, vincitrici dei play-off di Serie A2. La Cestistica Azzurra Orvieto e il Basket Parma hanno rinunciato ad iscriversi al torneo.
| Squadra          | Stagione | Allenatore                                                                                | Campo di gioco                                       | Risultato stagione 2015-16     |
| ---------------- | -------- | ----------------------------------------------------------------------------------------- | ---------------------------------------------------- | ------------------------------ |
| PB63 Battipaglia | dettagli | Massimo Riga (fino a gara 2 dei play-out) Francesco Dragonetto (gara 3 e 4 dei play-out). | PalaZauli di Battipaglia (SA)                        | 10º posto in Serie A1          |
| Pall. Broni      | dettagli | Roberto Sacchi                                                                            | PalaBrera di Broni (PV)                              | vincitrice playoff di Serie A2 |
| Cest. Spezzina   | dettagli | Marco Corsolini (1ª–9ª) Loris Barbiero (10ª–play-out)                                     | PalaSprint di La Spezia                              | vincitrice playoff di Serie A2 |
| Le Mura Lucca    | dettagli | Mirco Diamanti                                                                            | PalaTagliate di Lucca                                | 1º posto in Serie A1           |
| Dike Napoli      | dettagli | Roberto Ricchini (1ª) Nino Molino (2ª–play-off)                                           | PalaErrico di Pozzuoli e PalaCaravita di Cercola     | 8º posto in Serie A1           |
| Eirene Ragusa    | dettagli | Gianni Lambruschi (1ª–18ª) Gianni Recupido (19ª–play-off)                                 | PalaMinardi di Ragusa                                | 3º posto in Serie A1           |
| San Martino      | dettagli | Gianluca Abignente                                                                        | Palazzetto dello Sport di San Martino di Lupari (PD) | 5º posto in Serie A1           |
| Famila Schio     | dettagli | Miguel Martinez Mendez (1ª–17ª) Mauro Procaccini (18ª–play-off)                           | Palasport Livio Romare di Schio (VI)                 | 2º posto in Serie A1           |
| Pall. Torino     | dettagli | Marco Spanu                                                                               | PalaEinaudi di Moncalieri (TO)                       | 9º posto in Serie A1           |
| Umbertide        | dettagli | Lorenzo Serventi                                                                          | PalaMorandi di Umbertide (PG)                        | 7º posto in Serie A1           |
| Reyer Venezia    | dettagli | Andrea Liberalotto                                                                        | Palasport Taliercio di Mestre (VE)                   | 4º posto in Serie A1           |
| Vigarano         | dettagli | Massimo Solaroli (1ª–12ª) Luca Andreoli (13ª–play-out)                                    | PalaVigarano di Vigarano Mainarda (FE)               | 11º posto in Serie A1          |

## Stagione regolare

### Classifica
|  | Pos. | Squadra                    | Pt. | G  | V  | P  | CF   | CS   | Dif. | QP   | Qualif.     |
|  | ---- | -------------------------- | --- | -- | -- | -- | ---- | ---- | ---- | ---- | ----------- |
|  | 1.   | Famila Wüber Schio         | 36  | 22 | 18 | 4  | 1657 | 1280 | +377 | 1,04 | ai play-off |
|  | 2.   | Gesam Gas&Luce Lucca       | 36  | 22 | 18 | 4  | 1505 | 1155 | +350 | 0,96 | ai play-off |
|  | 3.   | Umana Reyer Venezia        | 34  | 22 | 17 | 5  | 1496 | 1193 | +303 | 1,25 | ai play-off |
|  | 4.   | Fila San Martino di Lupari | 32  | 22 | 16 | 6  | 1456 | 1364 | +92  | 1,07 | ai play-off |
|  | 5.   | Passalacqua Ragusa         | 30  | 22 | 15 | 7  | 1407 | 1279 | +128 | 1,10 | ai play-off |
|  | 6.   | Saces Mapei Givova Napoli  | 28  | 22 | 14 | 8  | 1541 | 1466 | +75  | 1,05 | ai play-off |
|  | 7.   | Pall. Femm. Umbertide      | 20  | 22 | 10 | 12 | 1327 | 1440 | -113 | 0,92 | ai play-off |
|  | 8.   | Meccanica Nova Vigarano    | 12  | 22 | 6  | 16 | 1376 | 1551 | -175 | 1,03 | ai play-off |
|  | 9.   | Fixi PiramisGroup Torino   | 12  | 22 | 6  | 16 | 1308 | 1472 | -164 | 1,02 | ai play-off |
|  | 10.  | Techedge Broni             | 12  | 22 | 6  | 16 | 1206 | 1487 | -281 | 0,96 | ai play-off |
|  | 11.  | Treofan Battipaglia        | 8   | 22 | 4  | 18 | 1311 | 1582 | -271 | 0,83 | ai play-out |
|  | 12.  | Carispezia la Spezia       | 4   | 22 | 2  | 20 | 1277 | 1598 | -321 | 0,80 | ai play-out |

Legenda:
      Campione d'Italia.
      Ammesse ai play-off scudetto.
      Ammesse ai play-out.
      Retrocesse in Serie A2 2017-2018.
      Non ammessa alla Serie A1 2017-2018.
  Vincitrice del campionato italiano
  Vincitrice della Supercoppa italiana 2016
  Vincitrice della Coppa Italia 2017
Note:
Due punti a vittoria, zero a sconfitta.

### Risultati
|                            | BAT   | BRO   | LSP   | LUC   | NAP   | RAG   | SML   | SCH   | TOR   | UMB   | VEN   | VIG   |
| -------------------------- | ----- | ----- | ----- | ----- | ----- | ----- | ----- | ----- | ----- | ----- | ----- | ----- |
| Treofan Battipaglia        |       | 64-54 | 69-67 | 50-77 | 48-68 | 46-70 | 45-74 | 60-94 | 74-63 | 67-73 | 51-73 | 59-73 |
| Techedge Broni             | 65-58 |       | 59-68 | 63-71 | 74-64 | 66-53 | 41-71 | 39-79 | 53-66 | 55-56 | 65-54 | 77-74 |
| Carispezia La Spezia       | 63-88 | 57-39 |       | 47-93 | 72-82 | 55-60 | 63-68 | 59-84 | 46-63 | 56-79 | 43-61 | 77-89 |
| Gesam Gas&Luce Lucca       | 87-46 | 70-43 | 71-52 |       | 71-43 | 51-49 | 76-61 | 61-53 | 69-55 | 87-46 | 60-45 | 65-48 |
| Saces Mapei Givova Napoli  | 94-75 | 61-57 | 73-56 | 69-68 |       | 63-66 | 73-63 | 68-70 | 93-83 | 65-55 | 80-66 | 85-69 |
| Passalacqua Ragusa         | 65-61 | 80-37 | 69-54 | 46-62 | 72-55 |       | 59-64 | 78-52 | 69-57 | 70-54 | 80-72 | 71-61 |
| Fila San Martino di Lupari | 75-71 | 64-51 | 77-57 | 70-65 | 73-63 | 67-61 |       | 64-82 | 66-55 | 68-56 | 53-75 | 75-59 |
| Famila Wüber Schio         | 66-43 | 96-51 | 97-54 | 74-61 | 81-59 | 66-53 | 65-72 |       | 83-48 | 78-58 | 70-64 | 88-46 |
| Fixi PiramisGroup Torino   | 71-60 | 69-62 | 73-68 | 45-49 | 58-77 | 61-68 | 50-66 | 49-70 |       | 58-64 | 37-66 | 65-67 |
| Pall. Femm. Umbertide      | 62-45 | 65-46 | 59-57 | 38-58 | 61-69 | 58-64 | 72-68 | 50-84 | 69-75 |       | 62-81 | 78-63 |
| Umana Reyer Venezia        | 61-53 | 87-43 | 70-39 | 60-58 | 67-61 | 68-47 | 74-37 | 87-57 | 63-51 | 63-43 |       | 73-47 |
| Meccanica Nova Vigarano    | 87-78 | 60-66 | 75-67 | 52-75 | 61-76 | 49-57 | 51-60 | 56-68 | 70-56 | 63-69 | 56-66 |       |

### Calendario
Pubblicato il 26 luglio 2016.
| Andata | Andata | Prima giornata                | Ritorno | Ritorno |
|        |        |                               |         |         |
| 01-10  | 68-56  | S.Martino di Lupari-Umbertide | 68-72   | 21-12   |
| 01-10  | 74-64  | Broni-Napoli                  | 57-61   | 21-12   |
| 02-10  | 63-51  | Venezia-Torino                | 66-37   | 21-12   |
| 02-10  | 69-54  | Ragusa-La Spezia              | 60-55   | 21-12   |
| 02-10  | 66-43  | Schio-Battipaglia             | 94-60   | 21-12   |
| 02-10  | 65-48  | Lucca-Vigarano                | 75-52   | 21-12   |

| Andata | Andata | Seconda giornata             | Ritorno | Ritorno |
|        |        |                              |         |         |
| 07-10  | 51-60  | Vigarano-S.Martino di Lupari | 59-75   | 08-01   |
| 08-10  | 73-68  | Torino-La Spezia             | 63-46   | 08-01   |
| 09-10  | 50-84  | Umbertide-Schio              | 58-78   | 08-01   |
| 09-10  | 51-73  | Battipaglia-Venezia          | 53-61   | 08-01   |
| 09-10  | 80-37  | Ragusa-Broni                 | 53-66   | 08-01   |
| 15-10  | 69-68  | Napoli-Lucca                 | 43-71   | 08-01   |

| Andata | Andata | Terza giornata             | Ritorno | Ritorno |
|        |        |                            |         |         |
| 16-10  | 68-47  | Venezia-Ragusa             | 72-80   | 02-02   |
| 16-10  | 97-54  | Schio-La Spezia            | 84-59   | 22-01   |
| 16-10  | 65-58  | Broni-Battipaglia          | 54-64   | 22-01   |
| 16-10  | 78-63  | Umbertide-Vigarano         | 69-63   | 22-01   |
| 19-10  | 73-63  | S.Martino di Lupari-Napoli | 63-73   | 22-01   |
| 19-10  | 69-55  | Lucca-Torino               | 49-45   | 22-01   |

| Andata | Andata | Quarta giornata                 | Ritorno | Ritorno |
|        |        |                                 |         |         |
| 23-10  | 65-55  | Napoli-Umbertide                | 69-61   | 29-01   |
| 23-10  | 43-61  | La Spezia-Venezia               | 39-70   | 29-01   |
| 23-10  | 46-62  | Ragusa-Lucca                    | 49-51   | 29-01   |
| 23-10  | 45-74  | Battipaglia-S.Martino di Lupari | 71-75   | 29-01   |
| 23-10  | 56-68  | Vigarano-Schio                  | 46-88   | 29-01   |
| 23-10  | 69-62  | Torino-Broni                    | 66-53   | 29-01   |

| Andata | Andata | Quinta giornata            | Ritorno | Ritorno |
|        |        |                            |         |         |
| 28-10  | 67-61  | S.Martino di Lupari-Ragusa | 64-59   | 05-02   |
| 29-10  | 63-43  | Venezia-Umbertide          | 81-62   | 05-02   |
| 30-10  | 48-68  | Battipaglia-Napoli         | 75-94   | 05-02   |
| 30-10  | 77-89  | La Spezia-Vigarano         | 67-75   | 05-02   |
| 30-10  | 63-71  | Broni-Lucca                | 43-70   | 05-02   |
| 30-10  | 83-48  | Schio-Torino               | 70-49   | 05-02   |

| Andata | Andata | Sesta giornata            | Ritorno | Ritorno |
|        |        |                           |         |         |
| 06-11  | 60-45  | Lucca-Venezia             | 58-60   | 11-02   |
| 06-11  | 69-57  | Ragusa-Torino             | 68-61   | 12-02   |
| 06-11  | 61-76  | Vigarano-Napoli           | 69-85   | 12-02   |
| 06-11  | 59-68  | Broni-La Spezia           | 39-57   | 12-02   |
| 06-11  | 62-45  | Umbertide-Battipaglia     | 73-67   | 12-02   |
| 06-11  | 64-82  | S.Martino di Lupari-Schio | 72-65   | 11-02   |

| Andata | Andata | Settima giornata           | Ritorno | Ritorno |
|        |        |                            |         |         |
| 12-11  | 68-70  | Napoli-Schio               | 59-81   | 19-02   |
| 12-11  | 59-73  | Battipaglia-Vigarano       | 78-87   | 19-02   |
| 12-11  | 47-93  | La Spezia-Lucca            | 52-71   | 19-02   |
| 12-11  | 87-43  | Venezia-Broni              | 54-65   | 19-02   |
| 12-11  | 70-54  | Ragusa-Umbertide           | 64-58   | 19-02   |
| 12-11  | 50-66  | Torino-S.Martino di Lupari | 55-66   | 19-02   |

| Andata | Andata | Ottava giornata           | Ritorno | Ritorno |
|        |        |                           |         |         |
| 27-11  | 56-66  | Vigarano-Venezia          | 47-73   | 05-03   |
| 27-11  | 73-56  | Napoli-La Spezia          | 82-72   | 05-03   |
| 27-11  | 66-53  | Schio-Ragusa              | 52-78   | 04-03   |
| 27-11  | 69-75  | Umbertide-Torino          | 64-58   | 05-03   |
| 27-11  | 64-51  | S.Martino di Lupari-Broni | 71-41   | 05-03   |
| 27-11  | 87-46  | Lucca-Battipaglia         | 77-50   | 05-03   |

| Andata | Andata | Nona giornata               | Ritorno | Ritorno |
|        |        |                             |         |         |
| 04-12  | 74-37  | Venezia-S.Martino di Lupari | 75-53   | 12-03   |
| 04-12  | 55-56  | Broni-Umbertide             | 46-65   | 12-03   |
| 04-12  | 72-55  | Ragusa-Napoli               | 66-63   | 12-03   |
| 04-12  | 63-88  | La Spezia-Battipaglia       | 67-69   | 12-03   |
| 04-12  | 65-67  | Torino-Vigarano             | 56-70   | 12-03   |
| 04-12  | 61-53  | Lucca-Schio                 | 61-74   | 22-03   |

| Andata | Andata | Decima giornata               | Ritorno | Ritorno |
|        |        |                               |         |         |
| 11-12  | 77-57  | S.Martino di Lupari-La Spezia | 68-63   | 19-03   |
| 10-12  | 49-57  | Vigarano-Ragusa               | 61-71   | 19-03   |
| 11-12  | 80-66  | Napoli-Venezia                | 61-67   | 19-03   |
| 11-12  | 96-51  | Schio-Broni                   | 79-39   | 19-03   |
| 11-12  | 38-58  | Umbertide-Lucca               | 46-87   | 19-03   |
| 11-12  | 74-63  | Battipaglia-Torino            | 60-71   | 19-03   |

| Andata | Andata | Undicesima giornata       | Ritorno | Ritorno |
|        |        |                           |         |         |
| 17-12  | 87-57  | Venezia-Schio             | 64-70   | 26-03   |
| 18-12  | 77-74  | Broni-Vigarano            | 66-60   | 26-03   |
| 18-12  | 56-79  | La Spezia-Umbertide       | 57-59   | 26-03   |
| 18-12  | 65-61  | Ragusa-Battipaglia        | 70-46   | 26-03   |
| 18-12  | 76-61  | Lucca-S.Martino di Lupari | 65-70   | 26-03   |
| 17-12  | 58-77  | Torino-Napoli             | 83-93   | 26-03   |

## Play-Out
Vengono disputati tra la undicesima e la dodicesima classificata poiché il divario non è superiore ai 6 punti. La serie si disputa al meglio delle cinque gare: la prima, la seconda e l'eventuale quinta partita si disputano in casa della squadra che ha ottenuto la migliore classificata al termine della Regular Season, la terza e l'eventuale quarta a si giocano in casa della squadra peggio classificata.
|  | Finale |                  |   |  |
|  |        |                  |   |  |
|  | 11.    | PB63 Battipaglia | 3 |  |
|  | 12.    | Cest. Spezzina   | 1 |  |

### Battipaglia - La Spezia
| Battipaglia 1º aprile 2017, ore 20:30 CEST Gara 1             | Treofan Battipaglia | 54 – 52 (8-15; 19-22; 37-37) | Carispezia La Spezia | PalaZauli |
| \| \| \| \| \| Hamilton-Carter 14 \| Punti \| 26 De Pretto \| |                     |                              |                      |           |
|                                                               |                     |                              |                      |           |
| Hamilton-Carter 14                                            | Punti               | 26 De Pretto                 |                      |           |

| Battipaglia 4 aprile 2017, ore 20:30 CEST Gara 2      | Treofan Battipaglia | 59 – 61 (12-18; 29-33; 50-50) | Carispezia La Spezia | PalaZauli |
| \| \| \| \| \| Verona 20 \| Punti \| 15 Premasunac \| |                     |                               |                      |           |
|                                                       |                     |                               |                      |           |
| Verona 20                                             | Punti               | 15 Premasunac                 |                      |           |

| La Spezia 8 aprile 2017, ore 20:30 CEST Gara 3        | Carispezia La Spezia | 49 – 51 (13-8; 25-17; 45-36) | Treofan Battipaglia | PalaSprint |
| \| \| \| \| \| Striulli 17 \| Punti \| 24 Williams \| |                      |                              |                     |            |
|                                                       |                      |                              |                     |            |
| Striulli 17                                           | Punti                | 24 Williams                  |                     |            |

| La Spezia 11 aprile 2017, ore 20:30 CEST Gara 4                  | Carispezia La Spezia | 44 – 66 (16-19; 24-36; 36-51) | Treofan Battipaglia | PalaSprint |
| \| \| \| \| \| Březinová 12 \| Punti \| 16 Sōtīriou, Williams \| |                      |                               |                     |            |
|                                                                  |                      |                               |                     |            |
| Březinová 12                                                     | Punti                | 16 Sōtīriou, Williams         |                     |            |

## Play-off

### Tabellone
|  | Ottavi di finale | Ottavi di finale | Ottavi di finale |  |    | Quarti di finale | Quarti di finale | Quarti di finale |               |               | Semifinali    | Semifinali | Semifinali |  |  | Finali | Finali       | Finali |
|  |                  |                  |                  |  |    |                  |                  |                  |               |               |               |            |            |  |  |        |              |        |
|  |                  |                  |                  |  |    | 1.               | Famila Schio     | 2                |               |               |               |            |            |  |  |        |              |        |
|  | 8.               | Vigarano         | 129              |  |    | 8.               | Vigarano         | 0                |               |               |               |            |            |  |  |        |              |        |
|  | 8.               | Vigarano         | 129              |  | 1. | 8.               | Vigarano         | 0                | Famila Schio  | 3             |               |            |            |  |  |        |              |        |
|  | 9.               | Pall. Torino     | 125              |  | 1. |                  |                  |                  |               | 3             |               |            |            |  |  |        |              |        |
|  | 9.               | Pall. Torino     | 125              |  | 5. | Eirene Ragusa    | 1                |                  |               |               |               |            |            |  |  |        |              |        |
|  |                  |                  |                  |  |    | Eirene Ragusa    | 1                | 4.               | San Martino   | 0             |               |            |            |  |  |        |              |        |
|  |                  |                  |                  |  |    |                  |                  | 4.               | San Martino   | 0             |               |            |            |  |  |        |              |        |
|  |                  |                  |                  |  |    | 5.               | Eirene Ragusa    | 2                |               |               |               |            |            |  |  |        |              |        |
|  |                  |                  |                  |  |    |                  |                  |                  |               |               |               |            |            |  |  | 1.     | Famila Schio | 1      |
|  |                  |                  |                  |  |    |                  |                  | 2.               | Le Mura Lucca | 3             |               |            |            |  |  |        |              |        |
|  |                  |                  |                  |  |    | 3.               | Reyer Venezia    | 2                |               |               |               |            |            |  |  |        |              |        |
|  |                  |                  |                  |  |    | 6.               | Dike Napoli      | 1                |               |               |               |            |            |  |  |        |              |        |
|  |                  |                  |                  |  |    | 6.               | Dike Napoli      | 1                |               | 3.            | Reyer Venezia | 0          |            |  |  |        |              |        |
|  | 7.               | Umbertide        | 121              |  |    |                  |                  |                  |               | 3.            | Reyer Venezia | 0          |            |  |  |        |              |        |
|  | 7.               | Umbertide        | 121              |  | 2. | Le Mura Lucca    | 3                |                  |               |               |               |            |            |  |  |        |              |        |
|  | 10.              | Pall. Broni      | 122              |  | 2. | Le Mura Lucca    | 3                |                  | 2.            | Le Mura Lucca | 2             |            |            |  |  |        |              |        |
|  | 10.              | Pall. Broni      | 122              |  |    |                  |                  |                  | 2.            | Le Mura Lucca | 2             |            |            |  |  |        |              |        |
|  |                  |                  |                  |  |    | 10.              | Pall. Broni      | 0                |               |               |               |            |            |  |  |        |              |        |

### Ottavi di finale
Ogni serie si disputa con la formula delle gare andata/ritorno: la prima partita si gioca in casa della squadra peggio piazzata in Regular Season, la seconda a campi invertiti.

#### Umbertide - Broni
| Broni 29 marzo 2017, ore 20:30 CEST Andata       | Techedge Broni | 66 – 67 (17-11; 33-28; 51-44) | Pall. Umbertide | PalaBrera |
| \| \| \| \| \| Bratka 24 \| Punti \| 22 Brown \| |                |                               |                 |           |
|                                                  |                |                               |                 |           |
| Bratka 24                                        | Punti          | 22 Brown                      |                 |           |

| Umbertide 1º aprile 2017, ore 20:30 CEST Ritorno                        | Pall. Umbertide | 54 – 56 (10-10; 23-28; 34-41) | Techedge Broni | PalaMorandi |
| \| \| \| \| \| Brown 18 Mallard 14 \| Punti \| 12 Bratka 11 Zampieri \| |                 |                               |                |             |
|                                                                         |                 |                               |                |             |
| Brown 18 Mallard 14                                                     | Punti           | 12 Bratka 11 Zampieri         |                |             |

#### Vigarano - Torino
| Moncalieri 29 marzo 2017, ore 21:00 CEST Andata     | Fixi Piramis Torino | 59 – 60 (16-15; 29-32; 43-39) | Meccanica Nova Vigarano | PalaEinaudi |
| \| \| \| \| \| Bruner 22 \| Punti \| 17 Reggiani \| |                     |                               |                         |             |
|                                                     |                     |                               |                         |             |
| Bruner 22                                           | Punti               | 17 Reggiani                   |                         |             |

| Vigarano Mainarda 1º aprile 2017, ore 20:30 CEST Ritorno                            | Meccanica Nova Vigarano | 69 – 66 (17-12; 31-32; 47-47) | Fixi Piramis Torino | PalaVigarano |
| \| \| \| \| \| Aleksandravicius 22 Orrange 21 \| Punti \| 22 Tikvić 13 Bocchetti \| |                         |                               |                     |              |
|                                                                                     |                         |                               |                     |              |
| Aleksandravicius 22 Orrange 21                                                      | Punti                   | 22 Tikvić 13 Bocchetti        |                     |              |

### Quarti di finale
Ogni serie si disputa al meglio delle 3 gare: la prima e l'eventuale terza partita si giocano in casa della squadra meglio piazzata in Regular Season, la seconda a campi invertiti.

#### Schio - Vigarano
| Schio 4 aprile 2017, ore 20:30 CEST Gara 1        | Famila Wuber Schio | 89 – 42 (23-11; 51-19; 69-29) | Meccanica Nova Vigarano | Palasport Livio Romare |
| \| \| \| \| \| Yacoubou 18 \| Punti \| 18 Vian \| |                    |                               |                         |                        |
|                                                   |                    |                               |                         |                        |
| Yacoubou 18                                       | Punti              | 18 Vian                       |                         |                        |

| Vigarano Mainarda 7 aprile 2017, ore 20:00 CEST Gara 2                    | Meccanica Nova Vigarano | 56 – 81 (12-20; 24-42; 42-62) | Famila Wuber Schio | PalaVigarano |
| \| \| \| \| \| Aleksandravicius, Orrange 18 \| Punti \| 19 Tagliamento \| |                         |                               |                    |              |
|                                                                           |                         |                               |                    |              |
| Aleksandravicius, Orrange 18                                              | Punti                   | 19 Tagliamento                |                    |              |

#### Lucca - Broni
| Lucca 4 aprile 2017, ore 20:30 CEST Gara 1            | Gesam Gas Lucca | 85 – 35 (22-9; 46-20; 63-31) | Techedge Broni | PalaTagliate |
| \| \| \| \| \| Ngo Ndjock 16 \| Punti \| 13 Stokes \| |                 |                              |                |              |
|                                                       |                 |                              |                |              |
| Ngo Ndjock 16                                         | Punti           | 13 Stokes                    |                |              |

| Broni 8 aprile 2017, ore 20:30 CEST Gara 2        | Techedge Broni | 39 – 69 (11-10; 19-32; 28-53) | Gesam Gas Lucca | PalaBrera |
| \| \| \| \| \| Bratka 13 \| Punti \| 16 Harmon \| |                |                               |                 |           |
|                                                   |                |                               |                 |           |
| Bratka 13                                         | Punti          | 16 Harmon                     |                 |           |

#### Venezia - Napoli
| Mestre 4 aprile 2017, ore 19:30 CEST Gara 1     | Umana Reyer Venezia | 66 – 49 (17-12; 36-23; 51-40) | Saces Mapei Givova Dike Napoli | Palasport Taliercio |
| \| \| \| \| \| Walker 16 \| Punti \| 15 Gray \| |                     |                               |                                |                     |
|                                                 |                     |                               |                                |                     |
| Walker 16                                       | Punti               | 15 Gray                       |                                |                     |

| Cercola 8 aprile 2017, ore 20:30 CEST Gara 2       | Saces Mapei Givova Dike Napoli | 71 – 58 (21-14; 33-32; 48-43;) | Umana Reyer Venezia | PalaCaravita |
| \| \| \| \| \| Gemelos 19 \| Punti \| 19 Walker \| |                                |                                |                     |              |
|                                                    |                                |                                |                     |              |
| Gemelos 19                                         | Punti                          | 19 Walker                      |                     |              |

| Mestre 12 aprile 2017, ore 19:30 CEST Gara 3       | Umana Reyer Venezia | 62 – 52 (d.1t.s.) (15-13; 29-27; 33-29; 46-46) | Saces Mapei Givova Dike Napoli | Palasport Taliercio |
| \| \| \| \| \| Růžičková 19 \| Punti \| 15 Gray \| |                     |                                                |                                |                     |
|                                                    |                     |                                                |                                |                     |
| Růžičková 19                                       | Punti               | 15 Gray                                        |                                |                     |

#### San Martino di Lupari - Ragusa
| San Martino di Lupari 5 aprile 2017, ore 20:30 CEST Gara 1 | Fila San Martino | 81 – 82 (22-24; 32-44; 59-63) | Passalacqua Ragusa | Palazzetto dello Sport |
| \| \| \| \| \| Šulčiūtė 25 \| Punti \| 25 Larkins \|       |                  |                               |                    |                        |
|                                                            |                  |                               |                    |                        |
| Šulčiūtė 25                                                | Punti            | 25 Larkins                    |                    |                        |

| Ragusa 8 aprile 2017, ore 20:30 CEST Gara 2                | Passalacqua Ragusa | 61 – 55 (14-19; 22-25; 39-41) | Fila San Martino | PalaMinardi |
| \| \| \| \| \| Ndour 17 \| Punti \| 15 Bailey, Šulčiūtė \| |                    |                               |                  |             |
|                                                            |                    |                               |                  |             |
| Ndour 17                                                   | Punti              | 15 Bailey, Šulčiūtė           |                  |             |

### Semifinali
Ogni serie si disputa al meglio delle 5 gare: la prima, la seconda e l'eventuale quinta partita si giocano in casa della squadra meglio piazzata in Regular Season, la terza e l'eventuale quarta a si giocano in casa della squadra peggio classificata.

#### Schio - Ragusa
| Schio 17 aprile 2017, ore 20:30 CEST Gara 1                | Famila Wuber Schio | 78 – 59 (28-11; 49-33; 61-47) | Passalacqua Ragusa | Palasport Livio Romare |
| \| \| \| \| \| Yacoubou 19 \| Punti \| 14 Gorini, Ndour \| |                    |                               |                    |                        |
|                                                            |                    |                               |                    |                        |
| Yacoubou 19                                                | Punti              | 14 Gorini, Ndour              |                    |                        |

| Schio 19 aprile 2017, ore 20:30 CEST Gara 2        | Famila Wuber Schio | 68 – 71 (17-17; 38-34; 50-45) | Passalacqua Ragusa | Palasport Livio Romare |
| \| \| \| \| \| Anderson 23 \| Punti \| 19 Ndour \| |                    |                               |                    |                        |
|                                                    |                    |                               |                    |                        |
| Anderson 23                                        | Punti              | 19 Ndour                      |                    |                        |

| Ragusa 22 aprile 2017, ore 20:30 CEST Gara 3           | Passalacqua Ragusa | 61 – 75 (22-26; 37-49; 52-60) | Famila Wuber Schio | PalaMinardi |
| \| \| \| \| \| Consolini 21 \| Punti \| 19 Anderson \| |                    |                               |                    |             |
|                                                        |                    |                               |                    |             |
| Consolini 21                                           | Punti              | 19 Anderson                   |                    |             |

| Ragusa 24 aprile 2017, ore 20:30 CEST Gara 4       | Passalacqua Ragusa | 54 – 65 (13-20; 24-37; 34-50) | Famila Wuber Schio | PalaMinardi |
| \| \| \| \| \| Larkins 16 \| Punti \| 13 Macchi \| |                    |                               |                    |             |
|                                                    |                    |                               |                    |             |
| Larkins 16                                         | Punti              | 13 Macchi                     |                    |             |

#### Lucca - Venezia
| Lucca 17 aprile 2017, ore 20:30 CEST Gara 1          | Gesam Gas Lucca | 77 – 61 (19-17; 42-32; 61-43) | Umana Reyer Venezia | PalaTagliate |
| \| \| \| \| \| Harmon 19 \| Punti \| 16 Carangelo \| |                 |                               |                     |              |
|                                                      |                 |                               |                     |              |
| Harmon 19                                            | Punti           | 16 Carangelo                  |                     |              |

| Lucca 19 aprile 2017, ore 20:30 CEST Gara 2            | Gesam Gas Lucca | 60 – 56 (15-17; 32-35; 53-46) | Umana Reyer Venezia | PalaTagliate |
| \| \| \| \| \| Pedersen 16 \| Punti \| 15 Carangelo \| |                 |                               |                     |              |
|                                                        |                 |                               |                     |              |
| Pedersen 16                                            | Punti           | 15 Carangelo                  |                     |              |

| Mestre 22 aprile 2017, ore 18:00 CEST Gara 3                  | Umana Reyer Venezia | 48 – 65 (13-14; 26-25; 29-52) | Gesam Gas Lucca | Palasport Taliercio |
| \| \| \| \| \| Walker 14 \| Punti \| 14 F. Dotto, Pedersen \| |                     |                               |                 |                     |
|                                                               |                     |                               |                 |                     |
| Walker 14                                                     | Punti               | 14 F. Dotto, Pedersen         |                 |                     |

### Finale
La serie finale si disputa al meglio delle 5 gare: la prima, la seconda e l'eventuale quinta partita si giocano in casa della squadra meglio piazzata in Regular Season, la terza e l'eventuale quarta a si giocano in casa della squadra peggio classificata.

#### Schio - Lucca
| Schio 30 aprile 2017, ore 18:00 CEST Gara 1            | Famila Wuber Schio | 48 – 55 (14-11; 25-26; 38-41) | Gesam Gas Lucca | Palasport Livio Romare |
| \| \| \| \| \| Zandalasini 14 \| Punti \| 18 Harmon \| |                    |                               |                 |                        |
|                                                        |                    |                               |                 |                        |
| Zandalasini 14                                         | Punti              | 18 Harmon                     |                 |                        |

| Schio 2 maggio 2017, ore 20:30 CEST Gara 2          | Famila Wuber Schio | 79 – 63 (20-13; 30-22; 57-43) | Gesam Gas Lucca | Palasport Livio Romare |
| \| \| \| \| \| Macchi 15 \| Punti \| 18 Pedersen \| |                    |                               |                 |                        |
|                                                     |                    |                               |                 |                        |
| Macchi 15                                           | Punti              | 18 Pedersen                   |                 |                        |

| Lucca 5 maggio 2017, ore 20:30 CEST Gara 3         | Gesam Gas Lucca | 74 – 68 (d.1t.s.) (14-16; 33-28; 49-49; 62-62) | Famila Wuber Schio | PalaTagliate |
| \| \| \| \| \| Dotto 20 \| Punti \| 19 Yacoubou \| |                 |                                                |                    |              |
|                                                    |                 |                                                |                    |              |
| Dotto 20                                           | Punti           | 19 Yacoubou                                    |                    |              |

| Lucca 7 maggio 2017, ore 18:00 CEST Gara 4             | Gesam Gas Lucca | 65 – 50 (20-10; 39-22; 53-34) | Famila Wuber Schio | PalaTagliate |
| \| \| \| \| \| Harmon 19 \| Punti \| 17 Zandalasini \| |                 |                               |                    |              |
|                                                        |                 |                               |                    |              |
| Harmon 19                                              | Punti           | 17 Zandalasini                |                    |              |

## Verdetti
- Campione d'Italia:  Gesam Gas Lucca.
Formazione: Valeria Battisodo, Arianna Landi, Federica Tognalini, Kayla Pedersen, Francesca Dotto, Julie Wojta, Jillian Harmon, Martina Crippa, Maria Miccoli, Carolina Salvestrini, Monique Ngo Ndjock, Martina Mandroni. Allenatore: Mirco Diamanti.
- Retrocessa in Serie A2:  Carispezia la Spezia.
- Non ammessa alla stagione successiva:  Pallacanestro Femminile Umbertide.[23]
- Vincitrice Coppa Italia: : Famila Wüber Schio.
- Vincitrice Supercoppa:  Famila Wüber Schio.

## Statistiche individuali
- Regular Season

| Pos. | Giocatrice        | Squadra          | Pres. | Tot. | Media |
| ---- | ----------------- | ---------------- | ----- | ---- | ----- |
| 1.   | Brooque Williams  | PB63 Battipaglia | 21    | 413  | 19,67 |
| 2.   | Reshanda Gray     | Dike Napoli      | 21    | 411  | 19,57 |
| 3.   | Jillian Harmon    | Le Mura Lucca    | 22    | 390  | 17,73 |
| 4.   | Theresa Plaisance | Dike Napoli      | 22    | 367  | 16,68 |
| 5.   | Antiesha Brown    | Umbertide        | 20    | 325  | 16,25 |

| Pos. | Giocatrice        | Squadra       | Pres. | Tot. | Media |
| ---- | ----------------- | ------------- | ----- | ---- | ----- |
| 1.   | Theresa Plaisance | Dike Napoli   | 22    | 238  | 10,82 |
| 2.   | Reshanda Gray     | Dike Napoli   | 21    | 226  | 10,76 |
| 3.   | Ashley Bruner     | Pall. Torino  | 22    | 199  | 9,05  |
| 4.   | Astou Ndour       | Eirene Ragusa | 20    | 176  | 8,80  |
| 5.   | Ndidi Madu        | Pall. Broni   | 17    | 141  | 8,29  |

| Pos. | Giocatrice      | Squadra      | Pres. | Tot. | Media |
| ---- | --------------- | ------------ | ----- | ---- | ----- |
| 1.   | Angela Gianolla | San Martino  | 22    | 77   | 3,50  |
| 1.   | Amber Orrange   | Vigarano     | 22    | 77   | 3,50  |
| 3.   | Jori Davis      | Pall. Torino | 21    | 72   | 3,43  |
| 4.   | Agnese Soli     | Pall. Broni  | 22    | 65   | 2,96  |
| 5.   | Débora González | Dike Napoli  | 21    | 57   | 2,71  |

| Pos. | Giocatrice      | Squadra       | Pres. | Tot. | Media |
| ---- | --------------- | ------------- | ----- | ---- | ----- |
| 1.   | Amber Stokes    | Pall. Broni   | 18    | 67   | 3,72  |
| 2.   | Francesca Dotto | Le Mura Lucca | 22    | 77   | 3,50  |
| 3.   | Jasmine Bailey  | San Martino   | 22    | 74   | 3,36  |
| 3.   | Amber Orrange   | Vigarano      | 22    | 74   | 3,36  |
| 5.   | Jacki Gemelos   | Dike Napoli   | 13    | 42   | 3,23  |